# Fronteira Arménia–Azerbaijão
A fronteira entre Armênia e Azerbaijão é a fronteira internacional que separa a Armênia do Azerbaijão. O enclave de Naquichevão faz fronteira com a Armênia ao norte e ao leste. Os locais habitados mais setentrionais da fronteira armênio-azerbaijana, são Kəmərli no lado azeri e Berdavan no lado armênio. Os locais mais habitados no sul são Ganza e Agarak, respectivamente. As estradas europeias E002 e E117 cruzam a fronteira.
A fronteira moderna (internacionalmente reconhecida) entre a Armênia e o Azerbaijão segue em grande parte a das repúblicas soviéticas da Armênia e do Azerbaijão, mas atualmente está fechada devido ao Conflito do Alto Carabaque.

## Características
A fronteira se estende por 787 km, em dois trechos quase paralelos:
- 221 km entre Armênia e Naquichevão (Azerbaijão) a sudeste da Armênia, entre duas fronteiras tríplices: Azerbaijão-Armênia-Turquia (NO) e Azerbaijão-Armênia-Irã (SE);
- 566 km a norte e noroeste da Armênia, entre duas fronteiras tríplices: Azerbaijão-Armênia-Turquia (NO) e Azerbaijão-Armênia-Irã (SE). Marcada pelas montanhas do Cáucaso.

## Enclaves
Há ainda quatro enclaves : 
- três do Azerbaijão na Armênia. No nordeste ficam Barxudarlı e Yuxarı Əskipara; ao norte de Naquichevão fica Karki
- um da Arménia no noroeste do Azerbaijão, em Artsvashen.

## Conflito

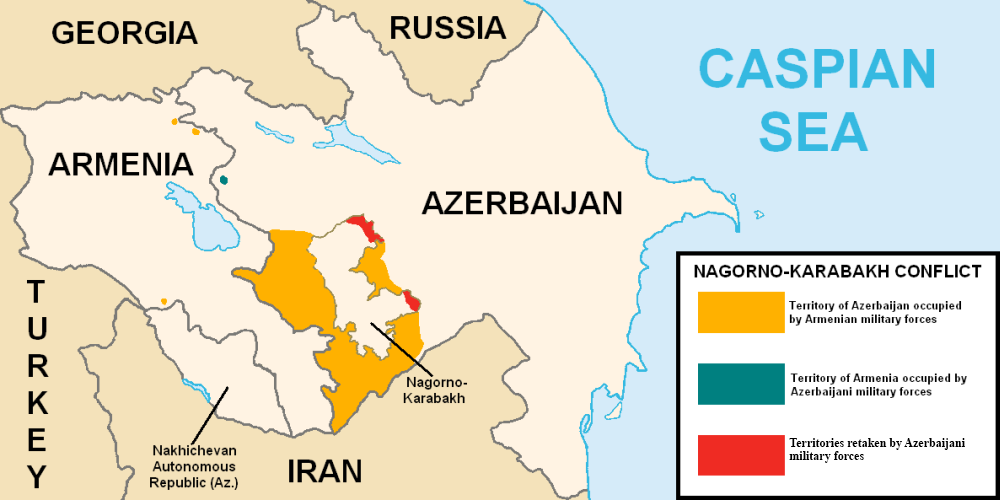
Mapa da fronteira de facto em 2019. As forças armênias controlavam a maior parte de Nagorno-Karabakh e quase 9% do território do Azerbaijão fora do antigo Oblast Autônomo de Nagorno-Karabakh, enquanto as forças do Azerbaijão controlavam Shahumian e as partes orientais de Martakert e Martuni.

Há uma área disputada pelos dois países, área de Nagorno-Karabakh. Trata-se de um enclave dentro do Azerbaijão, sendo hoje ocupada pela Armênia. Essa região tem 80% de população armênia e cristã dentro de um país de maioria muçulmana. Houve guerra entre 1991 e 1992, mas as disputas já existiam mesmo antes de 1921, quando ambos países foram incorporados à União Soviética.